# Пашевка
Па́шевка (рос. Пашевка, ерз. Пашевка) — селище у складі Дубьонського району Мордовії, Росія. Входить до складу Дубьонського сільського поселення.

## Населення
Населення — 4 особи (2010; 7 у 2002).
Національний склад (станом на 2002 рік):
- росіяни — 71 %
- ерзяни — 29 %